# Andrew Toney
Pour les articles homonymes, voir Toney.
Andrew Toney (né le 23 novembre 1957 à Birmingham, Alabama) est un ancien joueur américain de basket-ball de NBA qui évolua avec les 76ers de Philadelphie de 1980 à 1988. Il fut surnommé le "Boston Strangler" par les journalistes de Boston, Massachusetts lors de la rivalité entre les 76ers et les Celtics de Boston du début des années 1980 à cause de ses capacités à dominer les matchs contre les Celtics.

## Biographie
Toney fut sélectionné par les Sixers à sa sortie de Southwestern Louisiana (aujourd'hui Louisiana-Lafayette) au 8e rang de la draft 1980.
Il participa à deux All-Star Game, en All-Star Game 1982 et All-Star Game 1983 et inscrivit 15.9 points par match de moyenne en carrière.
Le fils de Toney, Channing joue actuellement en NCAA à l'université de l'Alabama.